# Noah Okafor
Noah Arinzechukwu Okafor , zkráceně jen Noah Okafor 24. květen 2000 Binningen, Švýcarsko) je švýcarský fotbalový útočník, který od roku 2025 hraje za italskou Neapol, kam byl poslán na hostování z Milána.

## Přestupy
- z Basilej do Salcburk za 11 200 000 Euro
- z Salcburk do Milán za 14 000 000 Euro

## Kariéra

### Klubová
Vyrostl v mládežnickém sektoru Basileje a debutoval v prvním týmu 19. května 2018, když hrál proti Lucernu (2:2). Svůj první gól v kariéře vstřelil 28. července 2018, čímž otevřel skóre proti Neuchâtel (1:1). Za dva a půl roku s klubem získal domácí pohár (2018/19) a celkem odehrál 54 utkání a vstřelil 7 branek.
Posledního den v lednu 2020 jej koupil Rakouský Salcburk. Dne 8. prosince 2021 vstřelil branku při vítězství proti Seville v posledním zápase skupinové fáze LM a díky tomuto gólu a vítězství se klub stal prvním rakouským klubem v historii, který postoupil do vyřazovací bojů. S klubem za čtyři sezony získal čtyři tituly a tři poháry.
V létě 2023 jej koupil Italský Milán a debutoval 21. srpna 2023 v 73. minutě v zápase proti Boloni. Dne 27. září vstřelil svůj první gól při utkání proti Cagliari (3:1).

## Statistika

### Klubová
| Sezóna             | Klub               | Liga               | Liga   | Liga | Domácí poháry | Domácí poháry | Domácí poháry | Kontinentální poháry | Kontinentální poháry | Kontinentální poháry | Celkem | Celkem |
| Sezóna             | Klub               | Soutěž             | Zápasy | Góly | Soutěž        | Zápasy        | Góly          | Soutěž               | Zápasy               | Góly                 | Zápasy | Góly   |
| ------------------ | ------------------ | ------------------ | ------ | ---- | ------------- | ------------- | ------------- | -------------------- | -------------------- | -------------------- | ------ | ------ |
| 2017/18            | Basilej            | Super League       | 1      | 0    | -             | 0             | 0             | -                    | 0                    | 0                    | 1      | 0      |
| 2018/19            | Basilej            | Super League       | 24     | 3    | ŠP            | 4             | 1             | LM+EL                | 0+1                  | 0                    | 23     | 3      |
| 2019/20            | Basilej            | Super League       | 14     | 0    | ŠP            | 3             | 1             | LM+EL                | 3+4                  | 0+2                  | 23     | 3      |
| Celkem za Basilej  | Celkem za Basilej  | Celkem za Basilej  | 39     | 3    | -             | 7             | 2             | -                    | 8                    | 2                    | 54     | 7      |
| 2020               | Salcburk           | Bundesliga         | 11     | 3    | RP            | 3             | 1             | EL                   | 1                    | 0                    | 15     | 4      |
| 2020/21            | Salcburk           | Bundesliga         | 18     | 6    | RP            | 4             | 0             | LM+EL                | 6+1                  | 0                    | 29     | 6      |
| 2021/22            | Salcburk           | Bundesliga         | 21     | 9    | RP            | 5             | 2             | LM                   | 8                    | 3                    | 34     | 14     |
| 2022/23            | Salcburk           | Bundesliga         | 21     | 7    | RP            | 3             | 0             | LM+EL                | 6+2                  | 3+0                  | 32     | 10     |
| Celkem za Salcburk | Celkem za Salcburk | Celkem za Salcburk | 71     | 25   | -             | 15            | 3             | -                    | 24                   | 6                    | 110    | 34     |
| 2023/24            | Milán              | Serie A            | 28     | 6    | IP            | 0             | 0             | LM+EL                | 3+5                  | 0+0                  | 36     | 6      |
| 2024/25            | Milán              | Serie A            | 11     | 1    | IP+IS         | 1+0           | 0             | LM                   | 5                    | 0                    | 17     | 1      |
| Celkem za Milán    | Celkem za Milán    | Celkem za Milán    | 39     | 7    | -             | 1             | 0             | -                    | 13                   | 0                    | 53     | 7      |
| 2025               | Neapol             | Serie A            | 4      | 0    | IP            | 0             | 0             | -                    | 0                    | 0                    | 4      | 0      |
| Celkově            | Celkově            | Celkově            | 153    | 35   | -             | 23            | 5             | -                    | 45                   | 8                    | 221    | 48     |

### Reprezentační

#### Statistika na velkých turnajích
| Reprezentace | Rok     | Zápasy                     | Zápasy  | Zápasy      | Zápasy           | Zápasy           | Zápasy   |
| Reprezentace | Rok     | Fáze turnaje               | Datum   | Soupeř      | Odehraných minut | Vstřelené branky | Výsledek |
| ------------ | ------- | -------------------------- | ------- | ----------- | ---------------- | ---------------- | -------- |
| Švýcarsko    | MS 2022 | 1 zápas ve skupině G       | 24. 11. | Kamerun     | 18               | 0                | 1:0      |
| Švýcarsko    | MS 2022 | 3 zápas ve skupině G       | 2. 12.  | Srbsko      | 1                | 0                | 3:2      |
| Švýcarsko    | MS 2022 | Osmifinále                 | 6. 12.  | Portugalsko | 24               | 0                | 1:6      |
| Švýcarsko    | ME 2024 | Neodehrál žádné z 5 utkání |         |             |                  |                  |          |

#### Reprezentační branky
| Gól | Datum        | Stadion                          | Soupeř    | Skóre | Výsledek | Soutěž                 |
| --- | ------------ | -------------------------------- | --------- | ----- | -------- | ---------------------- |
| 010 | 15. 11. 2021 | Swissporarena, Lucern, Švýcarsko | Bulharsko | 1:0   | 4:0      | Kvalifikace na MS 2022 |
| 02  | 2. 6. 2022   | Fortuna Arena, Praha, Česko      | Česko     | 1:1   | 2:1      | LN UEFA 2022/23        |

## Úspěchy

### Klubové
- vítěz Rakouské ligy (4x)

Salcburk: 2019/20, 2020/21, 2021/22, 2022/23
- vítěz Italské ligy (1x)

Neapol: 2024/25
- vítěz Švýcarského poháru (1x)

Basilej: 2018/19
- vítěz Rakouského poháru (3x)

Salcburk: 2019/20, 2020/21, 2021/22
- vítěz italského superpoháru (1x)

Milán: 2024

### Reprezentační
- 1× účast na MS (2022)
- 1× účast na ME (2024)